# Jessica Hardy
Jessica Adele Hardy (sinh 12 tháng 3 năm 1987) là một kình ngư người Mỹ có sở trường về bơi ếch và bơi tự do. Hardy đã đạt huy chương đồng nội dung 4×100-m tự do và huy chương vàng 4×100-m hỗn hợp tại Thế vận hội Mùa hè 2012.
Cô đã giành tổng cộng 28 huy chương trong các cuộc thi đấu quốc tế, mười bốn trong đó là huy chương vàng, chín huy chương bạc, và năm huy chương đồng tại các kỳ Thế vận hội, Giải vô địch bơi lội thế giới và Giải vô địch bơi lội Thái Bình Dương. Màn trình diễn mang tính đột phá của Hardy là tại Giải vô địch bơi lội thế giới năm 2005, nơi cô giành ba huy chương bạc và phá vỡ kỷ lục thế giới của Leisel Jones ở nội dung 100-m ếch. Cô được vinh danh là vận động viên có phong độ đột phá của năm tại Mỹ. Đa số những huy chương của cô đến từ nội dung bơi ếch và hỗn hợp.
Sau khi vượt qua vòng loại Olympic 2008, Hardy dương tính với chất cấm clenbuterol và tự nguyện không tham dự. Dương tính với chất cấm này sẽ làm vận động viên bị cấm thi đấu hai năm, nhưng sau khi báo cáo với hội đồng kỷ luật, cô chỉ bị cấm một năm do chất cấm đến từ thực phẩm bổ sung bị ô nhiễm.

## Đời sống cá nhân
Hardy được sinh ra tại Orange, California, vào năm 1987 và là con của George Hardy và Denise Robinson. Mẹ cô từng thi đấu cho đội bơi Trường đại học bang Indiana và hiện tại đang tham gia một số công tác xã hội. Bố cô là kỹ sư hóa học. Năm 2005, cô tốt nghiệp trường Trung học Wilsson Classical tại Long Beach và bắt đầu bước vào sự nghiệp bơi lội khi được Thế giới bơi lội bầu chọn là Nữ kình ngư trung học của năm 2004 và 2005. Hardy đỗ vào Đại học Berkley, California, nơi cô thi đấu dưới sự dẫn dắt của huấn luyện viên Teri McKeever, người huấn luyện đội California Golden Bears (Những chú gấu vàng California) trong vòng hai năm. Cô là nhà vô địch giải NCAA bốn lần, và gặp chồng tương lai Dominik Meichtry, một kình ngư người Thụy Sĩ, tại Berkeley. Cô đã từ bỏ con đường học hành để theo nghiệp bơi năm 2007, dưới sự dẫn dắt của huấn luyện viên Dave Salo tại câu lạc bộ bơi Trojan của Trường đại học Nam California. Salo cũng đang là huấn luyện viên trưởng của tất cả các bộ môn bơi nam và nữ tại đội tuyển quốc gia Mỹ.
Cô đã tổ chức đám cưới với kình ngư Thụy Sĩ Dominik Meichtry vào ngày 5 tháng 10 năm 2013.

## 2005–08
Tại Giải vô địch bơi lội thế giới năm 2005, ở các nội dung của bể tiêu chuẩn, Hardy tranh tài tại hai nội dung cá nhân và đồng đội 4×100-m hỗn hợp tiếp sức nữ. Cô giành huy chương bạc ở cả hai nội dung thi. Hardy phá kỷ lục thế giới của Leisel Jones tại bán kết nội dung 100-m ếch vào ngày 25 tháng 7 trước khi chỉ giành được vị trí thứ hai trong lượt đua chung kết hai ngày sau. Tại nội dung 4×100-m hỗn hợp tiếp sức nữ, vào ngày 30 tháng 7 Hardy giành được huy chương bạc cùng với Natalie Coughlin, Rachel Komisarz, và Amanda Weir. Tại chung kết nội dung 100 m ếch, Hardy đạt thành tích 1:07.70, và là người bơi ở lượt thứ hai. Vào ngày 31 tháng 7 Hardy về thứ hai trong nội dung 50-m ếch, về sau Jade Edmistone của đoàn Australia.
Tại Giải vô địch bơi lội bể ngắn thế giới 2006 tại Thượng Hải, Hardy tranh tài tại hai nội dung bơi ếch cá nhân và bơi cho tuyển Mỹ tại nội dung 4×100-m hỗn hợp tiếp sức. Kết quả là cô giành một huy chương bạc và một huy chương đồng. Ở nội dung 50 m ếch diễn ra vào ngày 6 tháng 4, Hardy giành một tấm huy chương đồng, về sau Jade Edmistone và Brooke Hanson đều thuộc đoàn Australia. Sau đó cô tranh tài tại nội dung 4×100-m hỗn hợp tiếp sức nữ (với Mary Mohler, Elaine Breeden, và Amanda Weir) vào ngày 7 tháng 4 và giành một tấm huy chương bạc cho đoàn Mỹ. Ngày hôm sau, Hardy cán đích nội dung 100-m ếch ở vị trí thứ tư.
Tại Giải vô địch bơi lội thế giới 2007, Hardy tranh tài hai nội dung bơi ếch cá nhân và tại nội dung 4×100-m hỗn hợp tiếp sức nữ. Cô giành một tấm huy chương vàng và một tấm huy chương bạc. Trong nội dung thi đầu tiên của cô 100-m ếch, vào ngày 27 tháng 3, Hardy về thứ tư. Sau đó Hardy bơi tại nội dung 4×100-m hỗn hợp tiếp sức (cùng với Leila Vaziri, Dana Vollmer, và Amanda Weir) vào ngày 31 tháng 3, và giành tấm huy chương bạc cho đội Mỹ sau khi cùng đồng đội về thứ hai. Vào ngày 1 tháng 4, Hardy giành tấm huy chương vàng tại nội dung 50-m ếch.
Tại Giải vô địch bơi lội bể ngắn thế giới 2008 ở Manchester, Anh, Hardy giành tổng cộng ba huy chương vàng. Tại nội dung thi đầu tiên, 50-m ếch, diễn ra vào ngày 10 tháng 4, Hardy giành huy chương vàng và lập kỷ lục thế giới mới với thành tích 29.58. Tại nội dung 4×100-m hỗn hợp, diễn ra vào ngày 11 tháng 4, Hardy cùng các đồng đội Margaret Hoelzer, Rachel Komisarz, và Kara Denby giành huy chương vàng với kỷ lục thế giới mới 3:51.36. Vào đến chung kết nội dung 100-m ếch, Hardy rõ ràng đang hướng tới huy chương vàng. Cô về nhất trong lượt đua vòng loại với thời gian 1:05.31 và phá kỉ lục giải vô địch thế giới với thành tích 1:04.63 trong ngày 11 tháng 4. Trong chung kết nội dung 100 m ếch, diễn ra vào ngày 12 tháng 4, Hardy giành huy chương vàng với thành tích 1:04.22, phá kỷ lục giải đấu do chính mình lập ra một ngày trước.

## Dương tính với chất cấm
Tại kỳ tuyển vận động viên Mỹ cho Thế vận hội mùa hè 2008, Hardy vượt qua vòng loại để được thi đấu cho đội tuyển Olympic Mỹ. Một vài tuần sau, vào ngày 23 tháng 7 năm 2008, Hardy được thông báo rằng mẫu thử thứ hai trong ba mẫu thử của cô từ kỳ tuyển dương tính ở mức độ thấp với chất cấm clenbuterol; thông báo này ngay lập tức bị rò rỉ ra các phương tiện truyền thông. Vào ngày 24 tháng 8 năm 2008, luật sư của cô xác nhận rằng mẫu thử "A" và "B" của cô được nộp lên từ ngày 4 tháng 7 dương tính với clenbuterol, một chất cấm vì nó làm giảm cân và tăng khả năng hoạt động của cơ
Hardy tuyên bố rằng cô trong sạch và nói rằng cô chưa bao giờ biết tới hay nghe gì về clenbuterol, cho rằng kết quả dương tính này đến từ thực phẩm bổ sung hoặc là một sự phá hoại. Các phương tiện truyền thông cho biết chất cấm đến từ thức ăn bổ sung bị ô nhiễm đồng nghĩa với việc bị cấm thi đấu hai năm. Một ví dụ đó là kình ngư Mỹ Kicker Vencill, người đã thắng trong vụ kiện công ty kem chống nắng sau khi bị cấm liên quan tới các hoạt động thể thao chuyên nghiệp. Dưới cả luật lệ quốc tế và luật của Mỹ, thiếu hiểu biết về sản phẩm đã sử dụng không được tính trong việc bào chữa cho kết của dương tính với chất cấm.
Vào ngày 1 tháng 8 năm 2008, sau khi Hardy nghe phán quyết của Ủy ban chống dopping Mỹ (USADA), USADA đã đưa ra một thông báo, đó là "Ủy ban chống dopping Mỹ (USADA) tuyên bố rằng vận động viên môn bơi lội, Jessica Hardy, đến từ Long Beach, California, đã dương tính với chất cấm clenbuterol tại đợt tuyển chọn vận viên Mỹ cho Olympic vào ngày 4 tháng 7 năm 2008, và đã đồng ý tự nguyện rời khỏi đội tuyển Mỹ tham dự Olympic 2008 vì lợi ích chung của toàn đội." Vào tháng 5 năm 2009, thông báo cho biết Hardy sẽ bị cấm một năm khỏi mọi hoạt động liên quan tới thể thao trong 1 năm.
Vào ngày 21 tháng 5 năm 2010, Toàn án thể thao tối cao (CAS) đồng ý với quyết định năm 2009 của Tòa án thể thao Mỹ và từ chối đề xuất của WADA (Tổ chức chống dopping Mỹ) là tăng án phạt thêm một năm lên thành hai năm. Tuy nhiên, CAS không đồng ý cho Ủy ban Olympic quốc tế tham gia vào vụ việc này cũng như không xem xét đề nghị được tham dự Olympic 2012 ở London của cô. Vào tháng 4 năm 2011, thông báo cho biết cô đủ điều kiện để tham đự kỳ Thế vận hội mùa hè năm 2012.

## Màn trở lại năm 2009
Hardy trở lại từ lệnh cấm vào ngày 5 tháng 8, tại giải vô địch quốc gia Mỹ. Vào ngày 6 tháng 8, Hardy phá kỷ lục thế giới của Yuliya Yefimova ở nội dung 50-m ếch (bể tiêu chuẩn) với thời gian 29.95 giây, là vận động viên nữ đầu tiên hoàn thành một cuộc thi đấu với thành tích dưới 30 giây. Vào ngày 7 tháng 8, Hardy phá kỷ lục thế giới nội dung 100-m ếch với thời gian 1:04.45. Tiếp bước kỷ lục thế giới này, cô cũng phá kỷ lục thế giới nội dung 50-m ếch của chính mình với thời gian 29.80 giây.
Tại World Cup bơi lội vào ngày 17 tháng 10, Hardy phá kỷ lục nội dung 50-m ếch (bể ngắn) kỷ lục mà cô lập được từ tháng 4 năm 2008 với thời gian 29.45 giây. Vào ngày 7 tháng 11, Hardy một lần nữa cải thiện kỷ lục nội dung 50-m ếch (bể ngắn) với thời gian 29.36. Vào ngày 12 tháng 11, Hardy lại phá kỷ lục thế giới của chính cô lần thứ ba liên tiếp với thời gian 28.96, là người phụ nữ đầu tiên có thành tích dưới 29 giây tại nội dung 50-m ếch bể ngắn. Vào ngày 15 tháng 11, Hardy lại phá kỷ lục thế giới với thành tích 28.80 giây, nhanh hơn 0.16 so với kỷ lục trước đó của cô. Hardy là nhà vô địch ở các nội dung của nữ tại World Cup bơi lội 2009. Cô được thưởng 100,000 đô-la Mỹ cho những thành tích của cô.

## 2010

### Giải vô địch quốc gia 2010
Tại giải vô địch quốc gia 2010, Hardy kiếm được một suất trong đội tuyển Mỹ tham dự giải bơi lội vô địch Thái Bình Dương 2010 sau khi về nhì tại nội dung 100-m tự do. Vào ngày 5 tháng 8, dù là người giữ kỷ lục thế giới ở nội dung 100-m ếch nhưng Hardy chỉ về đích áp chót (thứ 7) với thành tích 1:09.24. Trong 50m đầu tiên, Hardy dẫn đầu với thời gian 30.92 giây, nhưng lại đuối sức ở nửa sau. Hardy không đổ lỗi về thể lực cho màn trình diễn tệ hại của mình mà cô cho rằng đó là vấn đề về trạng thái tâm lý. Trong cơ hội cuối cùng để gia nhập tuyển quốc gia, vào ngày 7 tháng 8, Hardy về đích thứ hai tại nội dung 100-m tự do với thời gian 54.14 giây, thiết lập kỷ lục cá nhân mới. Sau cuộc thi, Hardy nói, "I've been struggling so much with the pressure I put on myself, especially in the 100 breaststroke." (Tạm dịch:" Tôi đã rất nỗ lực dưới những áp lực mà tôi tự đặt lên vai mình, nhất là ở nội dung 100m bơi ếch).

### Giải bơi lội vô địch Thái Bình Dương 2010
Bước vào giải bơi lội vô địch Thái Bình Dương 2010, Hardy nói rằng mục tiêu duy nhất của cô khi tham dự giải là niềm vui. Hardy tranh tài tại hai nội dung bơi tự do cá nhân tại giải (nội dung 50-m và 100-m), nội dung 50-m bướm, nội dung 50-m ếch, và nội dung 4×100-m hỗn hợp tiếp sức nữ và tiếp sức tự do nữ. Cô đã giành được bốn huy chương vàng. Trong ngày tranh tài đầu tiên, 18 tháng 8, Hardy tranh tài ở nội dung 50-m bướm và về đích thứ sáu. Trong ngày tranh tài thứ hai, 19 tháng 8, Hardy không vượt qua vòng loại để vào chung kết 100 m tự do A và phải thi đấu ở chung kết B. Trong lượt bơi chung kết này, cô về đích đầu tiên với thời gian 54.16.. Trong ngày tranh tài thứ ba, 20 tháng 8, Hardy giành huy chương vàng ở nội dung 50-m ếch và nội dung 4×100-m tiếp sức tự do nữ. Trong lượt bơi chung kết 50-m ếch, Hardy giành vàng với thời gian 30.03. Chưa đầy một tiếng sau, Hardy thi đấu trong nội dung 4×100-m tiếp sức tự do nữ với Natalie Coughlin, Amanda Weir và Dana Vollmer. Thi ở lượt bơi thứ hai, Hardy hoàn thành phần thi với thời gian 53.43, nhanh nhất so với những người tranh tài. Trong ngày tiếp theo, 21 tháng 8, Hardy tranh tài ở cả hai nội dung 50-m tự do và 4×100-m hỗn hợp tiếp sức. Tại nội dung 50-m tự do, Hardy giành vàng khi xác lập kỷ lục giải đấu mới 24.63 giây, vượt qua kỷ lục của Amanda Weir, 24.70 giây. Sau đó Hardy tranh tài nội dung 4×100-m hỗn hợp tiếp sức nữ với Natalie Coughlin, Dana Vollmer và Rebecca Soni. Bơi tại lượt bơi tự do (lượt cuối), Hardy cán đích với mốc thời gian 53.12 và giúp đội tuyển Mỹ giành vàng với tổng thời gian 3:55.23.

## Giải vô địch thế giới năm 2011
Hardy vô địch 50-m ếch tại giải vô địch bơi lội 2011 diễn ra tại Thượng Hải, Trung Quốc. Cô đã về đích với thời gian 30.19 giây, đánh bại bạn tập và đương kim vô địch Yuliya Efimova với thời gian 0.3 giây. Sau khi vượt qua vòng loại nội dung 50-m tự do với thời gian nhanh nhất, cô về thứ tám tại chung kết.

## Thế vận hội mùa hè 2012

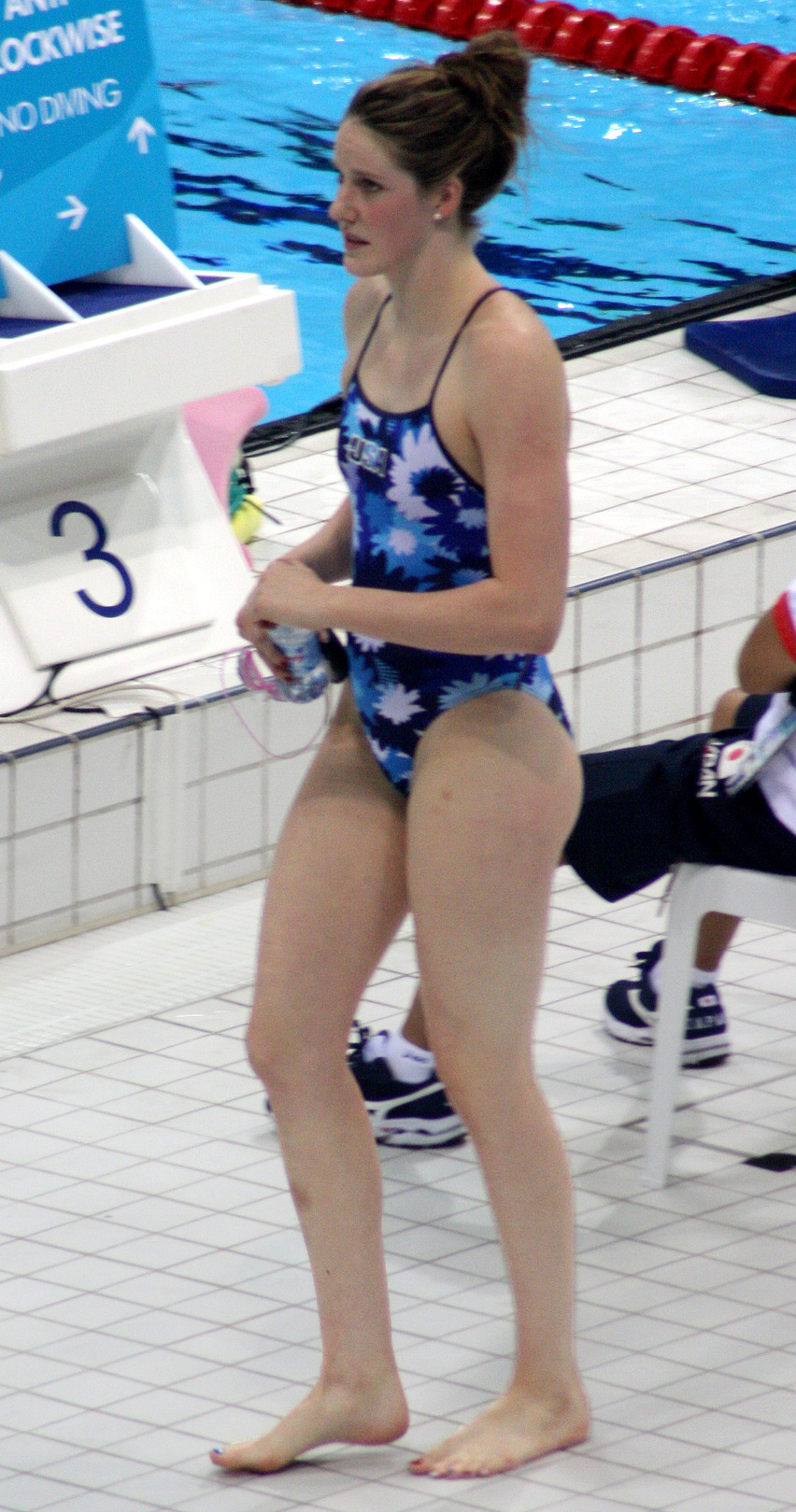
Missy Franklin, một trong những đồng đội của Hardy đang khởi động trước nội dung chung kết 4x100 m hỗn hợp nữ

Tại vòng tuyển chọn vận động viên Mỹ tham gia Olympic 2012 ở Omaha, Nebraska, Hardy giành chiến thắng trong nội dung 50-m tự do với thành tích 24.50 giây, và chiến thắng tại nội dung 100-m bơi tự do với thành tích 53.96 giây, dù chỉ vượt qua hai vòng loại đó nhưng cô cũng góp mặt trong đội tuyển Mỹ thi đấu tại nội dung 4×100-m tự do và 4×100-m hỗn hợp tiếp sức tại Olympic năm 2012. Cô cũng tham dự nội dung 100-m ếch, đứng ở vị trí thứ ba sau "người mới" Breeja Larson và "cựu binh" Rebecca Soni tại Olympic.
Tại Thế vận hội mùa hè 2012 ở London, Hardy giành tấm huy chương Olympic đầu tiên, đó là một tấm huy chương đồng, tại 4x100-m tự do tiếp sức cùng với Missy Franklin, Lia Neal và Allison Schmitt, khi đội tuyển bơi Mỹ về thứ ba sau Úc và Hà Lan. Bơi ở lượt hai, Hardy hoàn thành vòng đua với thời gian 53.53 giây và tổng thời gian của cả đội là 3:34.24, một kỷ lục Mỹ. Cô cũng giành một chiếc huy chương vàng khi thi đấu cho đội tuyển Mỹ tại nội dung 4x100-m hỗn hợp tiếp sức nữ. Trong hai nội dung bơi cá nhân của cô, cô đứng thứ bảy tại nội dung 50-m tự do nữ và thứ tám tại nội dung 100-m tự do nữ.

## Giải bơi lội vô địch thế giới 2013
Trong giải đấu lần này, Hardy đã giành một huy chương vàng và hai huy chương đồng khi tham gia tổng cộng ba nội dung. Ngày 30 tháng 7, cô bước vào thi đấu chung kết nội dung 100-m ếch và về thứ ba với thanh tích 1:05.52, xếp sau Yuliya Efimova người có cú nước rút rất tốt để về nhì dù xếp thứ tư sau khi bơi hết một nửa quãng đường và Rūta Meilutytė, người liên tục xô đổ các kỷ lục thế giới ở vòng loại và bán kết. Hardy tiếp tục nhận thêm một chiếc huy chương đồng nữa vào ngày 4 tháng 8 sau khi thi đấu ở nội dung 50-m ếch, thành tích của cô là 29.80 giây bằng với kỷ lục quốc gia cô lập 4 năm trước đó. Ở lượt bơi chung kết 50-m ếch cô tiếp tục về sau Yuliya Yefimova người phá kỷ lục thế giới của chính Hardy tại lượt đua vòng loại và Rūta Meilutytė người phá sâu kỷ lục thế giới mới lập của Yefimova sau chưa đầy nửa ngày tại lượt bơi bán kết. Chưa đầy nửa giờ sau khi tranh tài tại nội dung 50-m ếch, cô bước và thi đấu tại nội dung 4x100 hỗn hợp tiếp sức nữ cùng Missy Franklin, Dana Vommer, và Megan Romano. Hardy cùng các đồng đội đã đem về tấm huy chương vàng cuối cùng của giải đấu với thành tích 3:53.23.

## Giải bơi lội vô địch thế giới 2015

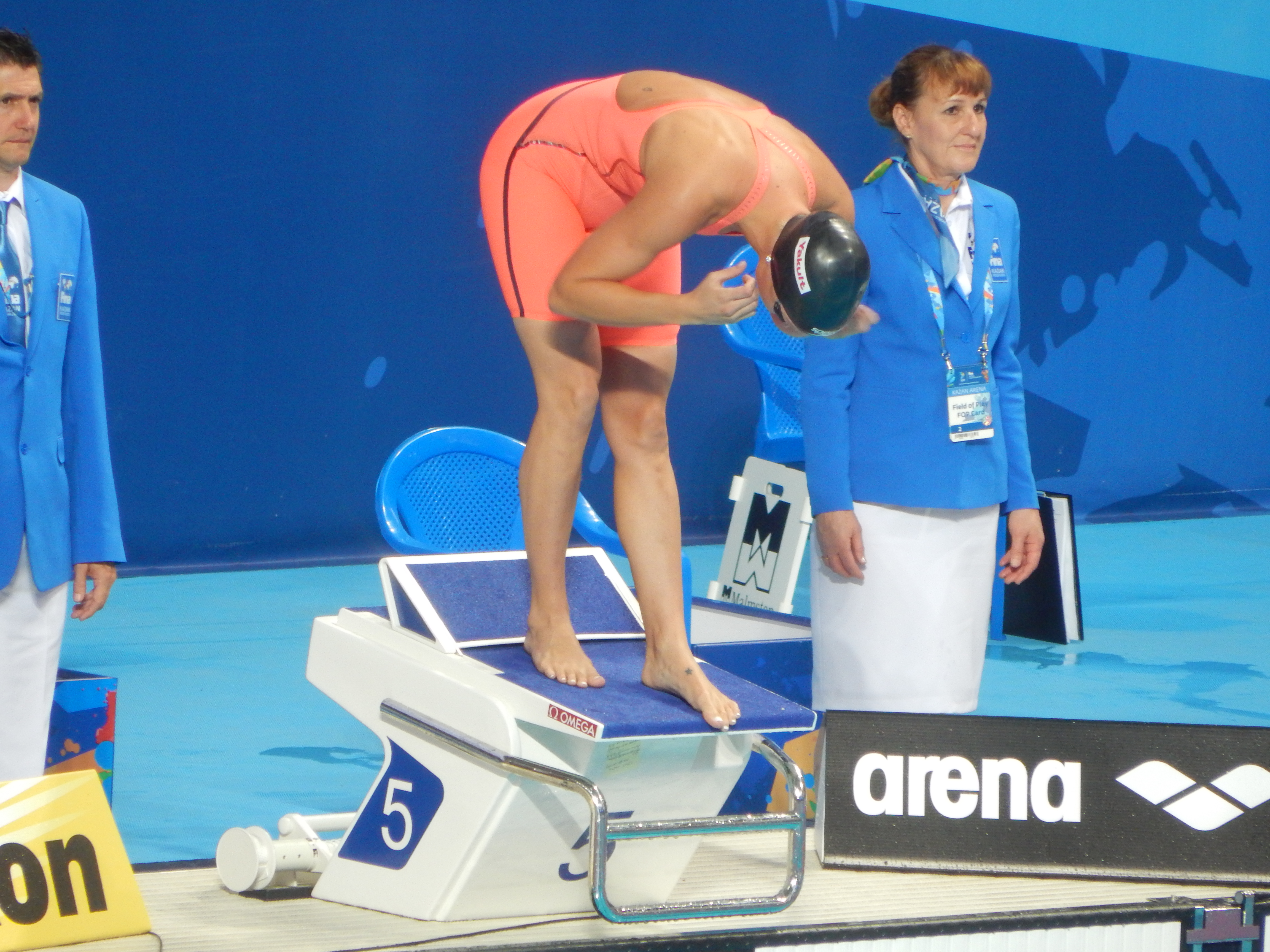
Hardy tranh tài tại Kazan năm 2015

Hardy tham dự giải đấu năm 2015 ở ba nội dung 50-, 100-m ếch và 4x100 m hỗn hợp tiếp sức nữ. Cô bước vào thi đấu nội dung đầu tiên của mình là 100-m ếch nữ vào ngày 3 tháng 8 và đã vượt qua vòng loại khi đứng thứ ba với thành tích 1:06.68. Tuy nhiên, sau đó nửa ngày, trong lượt bơi bán kết, cô đã không thể đi tiếp khi chỉ đứng ở vị trí thứ mười. Ngày 9 tháng 8, Hardy không giành được huy chương nào ở nội dung 50-m ếch khi về đích ở vị trí thứ năm với thành tích 30.20 giây dù đã đứng ở vị trí thứ ba tại vòng bán kết. Tại nội dung cuối cùng của giải đấu là 4x100 m hỗn hợp tiếp sức nữ, Hardy cùng Missy Franklin, Kendyl Stewart, và Simone Manuel về đích với thành tích 3:56.76 chỉ xếp thứ tư và không giành được huy chương nào dù khi Hardy bơi ở lượt thứ hai trong bốn lượt cô đã giúp đội tuyển Mỹ vựot lên đứng thứ hai từ vị trí thứ năm nhưng trong hai lượt bơi sau đó Sterwart và Manuel đã không duy trì được vị trí này và tụt xuống vị trí thứ tư.

## Kỷ lục cá nhân
Tính đến 30 tháng 6 năm 2015.
| 50 m ếch (bể tiêu chuẩn)    | 29.80   | Federal Way | 7 tháng 8 năm 2009   |  |  |  |
| 100 m ếch (bể tiêu chuẩn)   | 1:04.45 | Federal Way | 7 tháng 8 năm 2009   |  |  |  |
| 200 m ếch (bể tiêu chuẩn)   | 2:34.27 | Irvine      | 28 tháng 5 năm 2006  |  |  |  |
| 50 m tự do (bể tiêu chuẩn)  | 24.48   | Omaha       | 5 tháng 7 năm 2008   |  |  |  |
| 100 m tự do (bể tiêu chuẩn) | 53.86   | London      | 1 tháng 8 năm 2012   |  |  |  |
|                             |         |             |                      |  |  |  |
| 50 m ếch (bể tiêu chuẩn)    | 28.80   | Berlin      | 15 tháng 11 năm 2009 |  |  |  |
| 100 m ếch (bể ngắn)         | 1:03.30 | Berlin      | 14 tháng 11 năm 2009 |  |  |  |
| 200 m ếch (bể ngắn)         | 2:33.20 | New York    | 30 tháng 1 năm 2004  |  |  |  |
| 50 m tự do (bể ngắn)        | 23.96   | Stockholm   | 10 tháng 11 năm 2009 |  |  |  |
| 100 m tự do (bể ngắn)       | 53.46   | Manchester  | 12 tháng 4 năm 2008  |  |  |  |